# Daisy (Ashnikko)
Daisy è un singolo della rapper statunitense Ashnikko, pubblicato il 10 luglio 2020 come secondo estratto dal primo mixtape Demidevil.

## Video musicale
Il video musicale, reso disponibile il 7 agosto 2020, è stato diretto da Charlotte Rutherford.

## Tracce
Testi e musiche di Ashton Casey e Slinger.
Download digitale
1. Daisy – 2:26

Download digitale
1. Daisy 2.0 (feat. Hatsune Miku) – 2:47

## Formazione
- Ashnikko – voce
- Slinger – cori, batteria, tastiera, sitar, sintetizzatore, produzione
- Chris Gehringer – mastering
- Mark "Spike" Stent – missaggio

## Classifiche
| Classifica (2020) | Posizione massima |
| ----------------- | ----------------- |
| Belgio (Fiandre)  | 66                |
| Belgio (Vallonia) | 90                |
| Canada            | 74                |
| Grecia            | 36                |
| Irlanda           | 40                |
| Lituania          | 44                |
| Portogallo        | 100               |
| Regno Unito       | 24                |
| Repubblica Ceca   | 96                |
| Romania           | 79                |
| Slovacchia        | 92                |
| Stati Uniti       | 103               |